# Aspalathus ferox
Aspalathus ferox är en ärtväxtart som beskrevs av William Henry Harvey. Aspalathus ferox ingår i släktet Aspalathus och familjen ärtväxter. Inga underarter finns listade i Catalogue of Life.